# Гяпик
Гяпи́к (азерб. qəpik) — разменная денежная единица Азербайджанской республики, равная 1/100 маната. После деноминации 2006 года в обращении находятся  монеты номиналом в 1, 3, 5, 10, 20 и 50 гяпиков.

## Этимология и транслитерация
Обычно происхождение слова «гяпик» связывают с русским словом «копейка». Однако, по одной из версий, возможно, само слово «копейка» — тюркского происхождения и имеет корень, означающий собаку.
Слово «гяпик» пока не имеет однозначной транслитерации на английский язык. Англоязычные словари приводят как минимум два варианта написания — gopik и qepiq. На официальном сайте Центрального банка Азербайджанской Республики используются gepik и gapik, в англоязычной «Википедии» — qapik (англ.), стандарт, принятый в рамках Европейского союза, — kepik.

## Монеты

### Выпуск 1992—1993 года
5, 20 и 50 гяпиков 1992 года из бронзы и никеля не попадали в обращение. Их распродали в качестве сувениров.

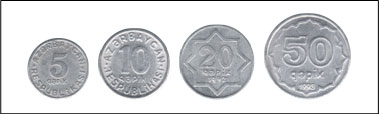
Сравнительные размеры

| Изображение | Номинал    | Год  | Металл (покрытие) | Диаметр, мм | Толщина, мм | Масса, г | Гурт    |
| ----------- | ---------- | ---- | ----------------- | ----------- | ----------- | -------- | ------- |
|             | 5 гяпиков  | 1992 | бронза            | 17          | 1,35        | 2,35     | гладкий |
|             | 5 гяпиков  | 1993 | алюминий          | 16,5        | 1,5         | 0,85     | гладкий |
|             | 10 гяпиков | 1992 | алюминий          | 19          | 1,6         | 0,98     | гладкий |
|             | 20 гяпиков | 1992 | бронза            | 19,5        | 1,45        | 3,2      | гладкий |
|             | 20 гяпиков | 1992 | алюминий          | 20          | 1,5         | 1,12     | гладкий |
|             | 20 гяпиков | 1993 | алюминий          | 20          | 1,5         | 1,12     | гладкий |
|             | 50 гяпиков | 1992 | никель            | 23          | 1,5         | 5,1      | гладкий |
|             | 50 гяпиков | 1992 | алюминий          | 23          | 1,6         | 1,51     | гладкий |
|             | 50 гяпиков | 1993 | алюминий          | 23          | 1,6         | 1,51     | гладкий |

### Выпуск 2006 года

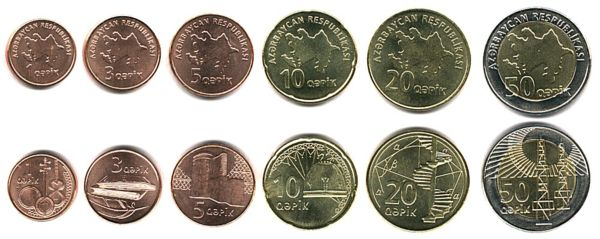
Сравнительные размеры

| Изображение | Номинал    | Металл (покрытие)                        | Диаметр, мм | Толщина, мм | Масса, г | Гурт                                        |
| ----------- | ---------- | ---------------------------------------- | ----------- | ----------- | -------- | ------------------------------------------- |
|             | 1 гяпик    | медь/сталь/медь                          | 16,25       | 1,9         | 2,8      | гладкий                                     |
|             | 3 гяпика   | медь/сталь/медь                          | 18          | 2,15        | 3,45     | с вырезом                                   |
|             | 5 гяпиков  | медь/сталь/медь                          | 19,75       | 2,2         | 4,85     | рифлёный                                    |
|             | 10 гяпиков | латунь/сталь/латунь                      | 22,25       | 1,95        | 5,25     | гладкий с 7-ю выбоинами                     |
|             | 20 гяпиков | латунь/сталь/латунь                      | 24,25       | 2,1         | 6,6      | прерывисто- рубчатый                        |
|             | 50 гяпиков | кольцо: сталь центр: латунь/сталь/латунь | 25,5        | 2,2         | 7,7      | рубчатый с надписью Azərbaycan Respublikası |

### Памятные монеты
Монеты отчеканены из золота 999 пробы на монетном дворе Австрии в качестве proof в 2006 году.
Оформление аверса и реверса полностью аналогично оформлению обычных циркуляционных монет того же номинала.
Тираж: по 50 монет каждого номинала.
|              |         |           |           |            |              |            |
|              |         |           |           |            |              |            |
| Номинал      | 1 гяпик | 3 гяпика  | 5 гяпиков | 10 гяпиков | 20 гяпиков   | 50 гяпиков |
| Масса (г)    | 7,10    | 8,80      | 10,70     | 13,05      | 15,85        | 17,60      |
| Диаметр (мм) | 16,25   | 18,00     | 19,75     | 22,25      | 24,25        | 25,50      |
| Гурт         | гладкий | с вырезом | рубчатый  | гладкий    | пр.-рубчатый | с надписью |